# Perin Jamsetjee Mistri
Perin Jamsetjee Mistri (* 1913 in Mumbai; † 1989) war eine indische Architektin und Teilhaberin in einem renommierten Architekturbüro. Sie wird als die erste professionell ausgebildete Frau in ihrer Fachrichtung in Indien bezeichnet.

## Leben und Werk
Perin Jamshedji Mistri wurde in eine privilegierte parsische Familie von Baumeistern und Architekten hineingeboren. Die Familie Mistri war bereits seit vier Generationen im Baugeschäft tätig. Ihr Vater, der Architekt Jamshedji Pestonji Mistri gründete das Architekturbüro Mistri & Bhedwar (später Ditchburn, Mistri & Bhedwar). Er errichtete u. a. den Art-déco-Bilderpalast, das Metro-Kino in Marine Lines und das HSBC-Bankgebäude in Fort. Ihr jüngerer Bruder, der spätere Architekt Minocher 'Minoo' Mistri, war zusammen mit Minnette de Silva und J. P. J. Billimoria Mitbegründer der indischen Kunst- und Architekturzeitschrift Marg.
Nach dem Besuch einer Gujarati-Schule in Mumbai wurde Mistri Internatsschülerin an der Miss Kimmin's High School in Panchgani. Im Alter von 10 Jahren zog sie nach England und besuchte die Croydon High School. Nach der Rückkehr plante sie, Jura zu studieren. Ihr Vater bat sie jedoch, aufgrund seiner nachlassenden Sehkraft für die Firma tätig zu werden und Architektur zu studieren. 1936 machte sie als erste Frau ihr Diplom im Studiengang Architektur an der Sir J. J. School of Art. Unter den 16 von 40 Kandidaten, die das Examen bestanden, war sie die Viertbeste. Sie trat 1937 in die Firma Mistri & Bhedwar ein, in der sie fast 50 Jahre lang als Partnerin tätig war.
Mistri war das erste weibliche Mitglied des Indian Institute of Architects (IIA). Das Institut begann als Vereinigung ehemaliger J.J.-Architekturstudenten und entwickelte sich zu einer einflussreichen, dem Royal Institute of British Architects (R.I.B.A.) angeschlossenen Organisation mit einer eigenen vierteljährlich erscheinenden Zeitschrift. In der Präsidialansprache im Journal of the IIA (JIIA) vom Juli 1937 wurde Mistri als „erste Architektin in Bombay“ und als einziges „weibliches Mitglied“ des IIA bezeichnet.
Als Mitglied des „Entertainment Committee“ war Mistri an der Organisation der „Ideal Home Exhibition“ (1937) in der bis 1995 Bombay genannten Stadt beteiligt. Diese Schau war wegweisend für die moderne indische Architekturgeschichte und den indischen Wohnungsbau. Dem Komitee gehörten Koryphäen wie Yahya C. Merchant, mehrere Präsidenten des IIA wie P. P. Kapadia, J. B. Aga und S. H. Parelkar an.
Über Mistris Arbeiten gibt es nur wenige Informationen. Mögliche Gründe sind das Fehlen einer umfassenden Bewahrung der Arbeiten von Architektinnen aufgrund der konservative Denkweise der damaligen Zeit. Die Frauen wurden den Männern in der beruflichen Sphäre zumeist untergeordnet. Die überkommenen Skizzen und Aufzeichnungen von Mistris Gebäudeentwürfen zeigen verschiedene Typologien von Wohn- und Geschäftshäusern, öffentlichen und privaten Gebäuden: Von Krankenhäusern und Fabriken bis hin zu Büros, repräsentativen Villen und Sakralbauten.
Mistri entwarf Bauten im In- und Ausland. Sie wurde vom amerikanischen Medienkonzern Metro-Goldwyn-Mayer (MGM) für den Bau des Metro-Theaters konsultiert. Ein Höhepunkt ihrer beruflichen Laufbahn war das Haus der Familie des Architekten Sohrabji Bhedwar, dem Entwerfer des Art-déco-Kinos Eros in Bombay, in der Forjett Street.

„Ihr Stil unterschied sich deutlich von dem ihres Vaters und ihres Bruders Minoo. Er war schlichter, mit klareren Linien und weniger verschnörkelt. In der Tat verkörperte er ihre schnörkellose Denkweise. Ihre Gebäude schienen, ganz wie sie selbst, zu sagen: „Lasst uns loslegen“. Sie waren funktional, praktisch, pflegeleicht und verrieten dennoch ihren Charakter. ... Ihre Gebäudeentwürfe waren offen, geräumig und lichtdurchflutet, ohne dass dafür Bäume gefällt werden mussten - Annehmlichkeiten, die für die überfüllte Stadt Mumbai besonders wichtig waren. Wenn Bäume gefällt werden mussten, sorgte sie persönlich dafür, dass auf demselben Grundstück Bewuchs so wieder angepflanzt wurde, dass die Aussicht von innen noch besser zur Geltung kam.“

Die Architektin war die Gründungspräsidentin des ersten indischen Soroptimist Club in Bombay, der 1932 nach dem Vorbild des Londoner Clubs gegründet worden war. Der Club war offen für weibliche Mitglieder aller Fachrichtungen, die beruflich in leitender Position tätig waren. Die Hauptziele des Clubs waren die Frauenförderung sowie die Erreichung eines hohen ethischen Standards im Beruf.
Mistris Hobbys waren vielfältig. Die Herpetologie, die Landschaftsgärtnerei sowie der Hockey-Sport gehörten dazu. Sie gründete die erste weibliche Hockeymannschaft und den ersten Hockeyclub für Frauen. Sie besaß auch einen landwirtschaftlichen Hof in Karjat, pflanzte Zitronenbäume und gründete den Verein „Friends of the Trees“. Sie war eine leidenschaftliche Musikerin, die gerne sang und Klavier spielte und häufig Musikabende in ihrem Haus veranstaltete. Ihr Interesse galt weiter den Schlangen, die sie im Haffkine’s Institut studierte.
Sie war mit einem der Gründer und Partner der Great Eastern Shipping Company, Ardeshir H. Bhiwandiwala, verheiratet. Ihren ursprünglichen Namen behielt sie in ihrer beruflichen Tätigkeit bei. Das Paar hatte einen Sohn, Dosu Bhiwandiwala.
Perin Mistri starb 1989. Ditchburn, Mistri & Bhedwar schlossen 1993. 2009 starb ihr Bruder Minocher, das letzte überlebende Mitglied der Firma. Eine Auswahl von Archivdokumenten des Büros wurden in der Familie gesammelt und digitalisiert.

## Bauten (Auswahl)
- „Shengre La“-Gebäude, ein Wohnhaus im Art-déco-Stil (auch als „Shangrilla“ oder „Shangrila“ bezeichnet), in einer Seitengasse der Carmichael Road in Cumballa Hill, Bauherr: Sir Behramji Karanjia
- St. Stephen’s Church in der Nepean Sea Road, eine aufgeständerte Kirche, unter der sich die erdgeschossige Parkgarage befindet. Über dem Sakralraum liegen weitere Geschosse mit mietbaren Räumen, u. a. ein Empfangsraum und ein Konzertsaal.
- Khatau-Mühlen in Borivali
- Krankenhäuser, Shelter und Gesundheitszentren für die Heilsarmee in Mumbai (Byculla), Anand und Ahmednagar
- Erweiterung der Bombay Scottish School in Mahim
- Verwaltungsgebäude der Cable Corporation of India
- Ganges Printing Inks Fabrik
- Renovierung des St. Elizabeth’s Nursing Home in Malabar Hill
- „Kanta“-Gebäude für Dr. L.H. Hiranandani

## Auszeichnungen
- Einladung in den Buckingham Palace durch Königin Elisabeth II. als leitende Architektin für Krankenhäuser der Heilsarmee in Afrika und Indien.
- Auszeichnung der Firma Siemens für die die Dachkonstruktion der Cable Corporation of India, eine Konstruktion, die Hitze entweichen ließ und gleichzeitig für gute Beleuchtung sorgte.
- Belgische Auszeichnung für den Erhalt einer Entbindungsklinik (St. Elizabeth’s Nursing Home) in Mumbai durch innovatives Design: Eine Vereinbarung für das Bestandsgebäude sah vor, dass nach einem Abriss das Land an den ursprünglichen Eigentümer zurückfallen würde. Mistri entwickelte eine Konstruktion, bei der die ursprünglichen Wände zwischen neuen Wänden und Stahlbeton eingefügt und ertüchtigt wurden.